# Hermann zu Leiningen
Książę Hermann Viktor Maximilian zu Leiningen (ur. 4 stycznia 1901 roku w Amorbach, zm. 29 marca 1971 roku w Amorbach) – niemiecki kierowca wyścigowy.

## Kariera
Zu Leiningen startował w wyścigach samochodowych w 1927 roku w wyścigach górskich korzystając z samochodu Bugatti, Amilcar oraz Mercedes-Benz. Poza wyścigami górskimi pojawiał się także w stawce wyścigów Grand Prix. Jedyne zwycięstwo odniósł w Grand Prix Czechosłowacji 1930. W kolejnych sezonach w Bugatti nie odnosił sukcesów. Poprawa wyników przyszła ze zmianą samochodu na Auto Union. Wystartował wówczas w pięciu wyścigach Grandes Épreuves. W Grand Prix Włoch stanął na drugim stopniu podium, a w Grand Prix Hiszpanii był czwarty. Rok później startował w samochodzie ERA. Po II wojnie światowej wystartował w kilku rajdach.